# 他魯每
他魯每（琉球語：／  ?；？—1429年）是琉球國三山時代南山王國的末代國王，於1415年至1429年在位。
據琉球官修史書《球陽》記載，他魯每是南山王汪應祖的長子。1413年，其父汪應祖被伯父達勃期殺害篡位，次年各地按司聯合攻殺達勃期，擁立他魯每為王。1415年，明朝派陳季若為冊封使，正式冊封他魯每為南山王，賜誥命冠服及寶鈔一萬五千錠。次年他魯每遣使赴明，謝襲封恩。
據《中山世譜》記載，他魯每「常拒忠諫，宴遊是好，不務政事。」其統治不得人心，按司也多投奔中山。《中山世譜》據《遺老傳》：他魯每喜歡巴志的金彩圍屏，並用大里唯一一口泉水喜汀志川泉相交換。巴志得到此泉，只允許擁護中山王的南山國居民使用。因此南山國居民紛紛轉而支持中山，南山國更加衰弱。他魯每大怒，於1429年發兵討伐中山。尚巴志将其擊敗，并乘勝攻佔他魯每的居城島尻大里城，他魯每被俘處死，南山王國也同時滅亡。
而根據糸滿市當地的傳說，南山王他魯每逃亡，受到尚巴志軍隊的攻擊，最後在今日糸滿市糸滿町端的山巔毛攜妻子自殺。
| 他魯每        |                                  |                         |
| 前任： 汪應祖 | 第四代南山王國國王 1414年—1429年 | 無 原因：南山被中山滅亡 |